# Frank Cedeno
Frank Cedeno, de son vrai nom Franklin Sedenio, est un boxeur philippin né le 16 mars 1958 à Talisay City.

## Carrière
Passé professionnel en 1976, il devient champion du monde des poids mouches WBC le 27 septembre 1983 en battant Charlie Magri par arrêt de l'arbitre au 6e round. Cedeno s'incline dès le combat suivant contre Koji Kobayashi le 18 janvier 1984. Il perd également un autre championnat du monde en 1987 face au tenant du titre des poids super-mouches WBC, Gilberto Roman, et met un terme à sa carrière l'année suivante sur un bilan de 43 victoires, 10 défaites et 3 matchs nuls.

## Référence
1. ↑  (en) Charlie Magri lost to Frank Cedeno by TKO at 2:33 in round 6 of 12 (boxrec.com)